# Araks (satellite)
Pour les articles homonymes, voir Araks.
Araks ou Arkon-1 est une série expérimentale de deux satellites de reconnaissance militaires optiques russes lancés en 1997 et 2002 après un long développement entamé en 1980.

## Historique
Devant l'incapacité du satellite de reconnaissance Iantar-4kS2  à égaler les performances du satellite américain KH-11 les responsables soviétiques décident en 1980  de lancer le développement d'un satellite entièrement nouveau dans le cadre du onzième plan quinquennal (1981-1985). Cette troisième génération de satellites de reconnaissance soviétiques doit être constituée par deux groupes de 10 satellites placés en orbite à différentes altitudes fournissant une couverture pratiquement complète de la Terre. Deux constructeurs sont sélectionnés : NPO Lavotchkine et le TsSKB de Kozlov. L'entreprise de Leningrad LOMO fournit  la partie optique. La conception du satellite de télécommunications qui doit relayer les images vers la Terre est confiée à NPO Vega. Le projet prend beaucoup de retard et les constructeurs doivent faire face à des problèmes de dépassement de masse. Le premier vol est planifié en 1991 mais il est repoussé à la suite de la désintégration de l'Union soviétique. Le premier satellite est finalement placé en orbite le 6 juin 1997 par un lanceur Proton. Il est positionné sur une orbite particulièrement élevée pour un satellite de reconnaissance (1510 x 2 747 km inclinaison de 64°) sans doute pour assurer la couverture la plus complète en attendant le déploiement d'une constellation complète. Le satellite est perdu au bout de 4 mois. Un deuxième satellite est lancé le 25 juillet 2002 et reste opérationnel durant 1 an avant d'être victime d'une dépressurisation de son compartiment de service. Le lancement d'un troisième exemplaire est planifié mais le projet est finalement abandonné au profit de la série des Persona,.

## Caractéristiques techniques
Le satellite Araks-N a une masse d'environ 7,5 tonnes et comprend deux sous-ensembles : une plateforme Arkon dérivée de celle des sondes spatiales interplanétaires Mars et Venera et un télescope doté d'un miroir de 1,5 mètre et d'une longueur focale de 27 mètres. Sa durée de vie est de 4 ans. 